# Åke Mattas
Åke Carl-Anders Mattas, född 14 januari 1920 i Mänttä, Finland, död 22 december 1962 i Helsingfors, var en finländsk målare. Han var far till skulptören Kajsa Mattas.

## Biografi
Mattas var son till en ingenjör i pappersbranschen och kom vid tre års ålder till Säffle i Värmland där fadern deltog i uppförandet av Billeruds pappersbruk vid egendomen Billerud i Säffle. Efter en liknande vistelse ett par år senare i Grekland kom han 1928 till Uleåborg där han gick i skola och tillbringade större delen av sin barndom och ungdom. Han tog examen på svenska gymnasiet i Uleåborg 1938. Hans studier därefter vid Centralskolan för konst i Helsingfors avbröts av militärtjänstgöring under andra världskriget.
Våren 1945 började Mattas studier vid Finlands konstakademi, men avbröt sina studier 1946 då han gifte sig med Ulla Ahola. Han dog av alkoholmissbruk vid 42 års ålder.

## Konstnärlig verksamhet
Mattas expressionistiska konst omfattar främst figurativa motiv, porträtt och naketmålningar.
År 1947 Mattas deltog i sin första utställning, de finländska konstnärernas årliga utställning på Konsthallen, med sitt verk Sarah och den förlorade sonen. Han deltog i mer än tio gemensamma utställningar, och han fick också ett erkännande för sin originella konst. 
Under vintern 1948 gjorde han väggmålningar i en skolsal i sitt gamla gymnasium i Uleåborg, av vilka de största är en allegori över Uleåborgs fyra bränder.

### Uppslagsverk
- ”Mattas, Åke”. Biografiskt lexikon för Finland. Helsingfors: Svenska litteratursällskapet i Finland. 2008–2011. URN:NBN:fi:sls-4297-1416928956903
- Bra Böckers lexikon, 1977.